# Võro
|  | Aquest article tracta sobre la llengua. Si cerqueu el grup humà, vegeu «võros». |

Võro (/ˈvɒroʊ/ VORR-oh; Võro: võro kiilʼ [ˈvɤro kʲiːlʲ], estonià: võru keel) és una llengua de l'estonià meridional. Té el seu propi estàndard literari i s'han emprès esforços per buscar el reconeixement oficial com a llengua regional autòctona d'Estònia. El võro té aproximadament 75.000 parlants de l'ètnia võro), principalment al sud-est d'Estònia, en les vuit parròquies del comtat històric de Võru: Karula, Harglõ, Urvastõ, Rõugõ, Kanepi, Põlva, Rapina i Vahtsõliina. Aquestes parròquies estan actualment centrades (a causa de la redistribució de districtes) als comtats de Võru i Põlva, amb parts que s'estenen als comtats de Valga i Tartu. També es poden trobar parlants a les ciutats de Tallinn i Tartu i a la resta d'Estònia.

## Història

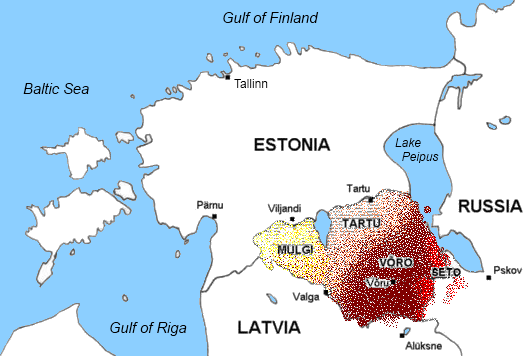
Els parlants actuals de voro (de color vermell fosc) al sud d'Estònia

El võro és un descendent de l'antiga llengua regional de l'estonià meridional i és la menys influenciada per l'estonià estàndard (que es basa en els dialectes de l'estonià septentrional). Antigament, el võro es parlava més al sud i a l'est de l'històric Võromaa, en els enclavaments de parla estoniana meridional de Lutsi (Ludza), Leivu i Kraasna en el que avui dia són Letònia i Rússia. A més del võro, altres llengües de l'estonià meridional contemporànies són el mulgi, el tartu i el seto.
Una de les evidències escrites més antigues de l'estonià meridional és una traducció del Nou Testament (Wastne Testament) publicada el 1686. Tot i que l'estatus de l'estonià meridional va començar a disminuir després de la dècada de 1880, la llengua va començar a experimentar un renaixement a finals dels anys vuitanta.

## Situació actual
Avui dia, el võro s'utilitza en les obres d'alguns dels dramaturgs, poetes i autors més coneguts d'Estònia (Madis Kõiv, Ülle Kauksi, Jaan Kaplinski, Ain Kaalep, etc.). Es publica un diari en võro: el quinzenal Uma Leht (literalment El Nostre Propi Diari). Vint-i-sis escoles públiques ofereixen classes especials setmanals (majoritàriament activitats extraescolars) en võro modern.
La contribució d'Estònia al Festival de la Cançó d'Eurovisió 2004 va ser la cançó "Tii", interpretada per Neiokõsõ en võro.
La llengua està en perill d'extinció, i segons Kadri Koreinik això es deu a la manca de compromís legal del govern per protegir-la.

## Ortografia
El võro utilitza l'alfabet llatí, com l'estonià i el finès.
| А /ɑ/ | B /p/ | C /t͡s/ | D /t/ | E /e/  | F /f/ | G /k/  | H /h/ | I /i/ | J /j/ | K /k/  |
| L /l/ | M /m/ | N /n/  | O /o/ | P /pp/ | Q /ʔ/ | R /r/  | S /s/ | Š /ʃ/ | T /t/ | U /u/  |
| V /v/ | W /v/ | Õ /ɤ/  | Ä /æ/ | Ö /ø/  | Ü /y/ | X /ks/ | Y /ɨ/ | Z /s/ | Ž /ʃ/ | ʼ /◌ʲ/ |

La majoria de les lletres (incloent-hi ä, ö, ü i õ) representen els mateixos sons que en estonià, amb algunes excepcions. La lletra q correspon a la oclusiva glotal /ʔ/ i y representa /ɨ/, una vocal molt propera a la ы russa (a partir del 2005 s'escriu õ).
La palatalització de les consonants es marca amb un accent agut (´) o un apòstrof (ʼ). En la tipografia i l'escriptura a mà correcte, la marca de palatalització no s'estén per sobre de l'alçada de la majúscula (excepte les lletres majúscules Ń, Ŕ, Ś, V́, etc.), i s'escriu damunt la lletra si aquesta no té ascendent (ǵ, ḿ, ń, ṕ, ŕ, ś, v́, etc.), però es col·loca a la dreta en cas contrari (bʼ, dʼ, fʼ, hʼ, kʼ, lʼ, tʼ). En algunes fonts, es col·loca un apòstrof darrere de la lletra en tots els casos.